# Жилой дом по Кольцовской улице, 82
Жилой дом по Кольцовской улице, 82 (также жилой дом Министерства станкостроительной и инструментальной промышленности и высотка у Девицкого выезда) — жилой дом в Воронеже. Дом состоит из трёх пятиэтажных корпусов, центром композиции которых является десятиэтажная башня с четырёхэтажной надстройкой и шпилевидной крышей. Башня является доминантой близлежащего района и замыкает перспективу улиц Кольцовской и 20-летия Октября.
В ходе послевоенного восстановления Воронежа архитектор Л. В. Руднев предлагал построить на этом месте 16-этажную высотку. Проект дома был разработан в 1950 году архитекторами П. С. Скулачёвым, Н. А. Скулачёвой и Г. Е. Руденко. Уже во время строительства здание было упомянуто в постановлении «Об устранении излишеств в проектировании и строительстве»:
Центральный Комитет КПСС и Совет Министров СССР отмечают, что в работах многих архитекторов и проектных организаций получила широкое распространение внешне показная сторона архитектуры, изобилующая большими излишествами, что не соответствует линии Партии и Правительства в архитектурно-строительном деле.
Увлекаясь показной стороной, многие архитекторы занимаются главным образом украшением фасадов зданий, не работают над .улучшением внутренней планировки и оборудования жилых домов и квартир, пренебрегают необходимостью создания удобств для населения, требованиями экономики и нормальной эксплуатации зданий. 
Ничем не оправданные башенные надстройки, многочисленные декоративные колоннады и портики и другие архитектурные излишества, заимствованные из прошлого, стали массовым явлением при строительстве жилых и общественных зданий, в результате чего за последние годы на жилищное строительство перерасходовано много государственных средств, на которые можно было бы построить не один миллион квадратных метров жилой площади для трудящихся.
…В г. Воронеже на улице Кольцова строится 5-этажный жилой дом Министерства станкостроительной и инструментальной промышленности (архитектор Скулачев) с башней высотой более 70 метров, стоимость которой составляет около 2 млн рублей
В результате этажность здания была уменьшена, а башня не имела шатрового завершения и шпиля со звездой. Шпиль был установлен только в конце 1970-х годов.

## Галерея
|  |  |  |